# Járvány témájú dokumentumfilmek listája
A járvány témájú dokumentumfilmek listája olyan ismeretterjesztő filmek, dokumentumfilmek listája, amelyek a különféle kórokozók (baktériumok, vírusok, élősködők, prionok) által okozott járványos megbetegedésekről, ezek történetéről, lefolyásáról, orvosi, járványügyi vonatkozásairól, gazdasági illetve más, társadalmi hatásairól szólnak.

## Történelmi és irodalmi előzmények
Az ókori történeti leírásokból az esetek többségében nem azonosítható egyértelműen, milyen járványról is lehetett szó valójában. Máig folyik a vita, hogy milyen kórokozónak tulajdonítható a Thuküdidész által leírt athéni járvány („athéni pestis”) a peloponnészoszi háború idején. Feltételezhető, hogy az ókorban is pusztított pestis (dögvész), fekete himlő. Bibliai utalásokból tudunk az egyértelműbben felismerhető lepráról, de ez a fertőző betegség is összetéveszthető főleg a korai szakaszában. Az influenzát is viszonylag korán azonosították, bár járványos megjelenését a kedvezőtlen csillagállásokkal hozták összefüggésbe. Erre utal a betegség illetve annak nyomán a vírus ősi neve is (Nevezetesen hogy a csillagállások befolyása.). Későbbi korokban kolerajárványokról is szó esik. Az első világháború kapcsán a hastífusz majd a spanyolnátha megjelenéséről.
Feltűnően kevés ismeretterjesztő film szól a vírus okozta veszettségjárványokról. Kivétel például az 1980-as évek végén a bajorországi erdőkben pusztító járvány megfékezéséről szóló dokumentumfilm.
Az ismeretterjesztő filmek egy része aktualitások nyomán született (Ebola, Zika, H1N1, ...).
A biológiai hadviselés története az ősidőkbe nyúlik vissza. A kutak megfertőzésétől az ostromlott várakba katapultált fertőző holttestekig terjedt. A második világháború alatt a japánok vetettek be biológiai fegyvert Kínában. Az amerikai biológiai fegyver program 1942-ben indult. 2001. szeptember 11-e óta pedig világszerte megnövekedett a bioterrorizmus veszélye is.
Az utóbbi időkben egyre több dokumentumfilm szól az antibiotikumok felelőtlen használatából eredően megjelent antibiotikumoknak ellenálló baktériumok megjelenéséről és az ebből eredő súlyos járványveszélyekről.

## Lista
(Zárójelben: eredeti cím; korhatár 6, 12, ... év; gyártó ország; időtartam percben; bemutató éve; rendező)
- Az orvosi gondolkodás története – A himlőoltás (Benedek István ismeretterjesztő sorozata, 1970, rendezte: B. Révész László)

- Nő – három szerepben (magyar ismeretterjesztő műsor, 1973?, rendezte: Farkas István) Az influenza... alcímmel bemutatott részben szakembert szólaltatnak meg az influenza megelőzésével és kezelésével kapcsolatosan.

- Nyugalmunk érdekében – A járványok ellen (fekete-fehér magyar dokumentumfilm, 1983, rendezte: Pintér Gyula) Régebbi korokban a pestis, a kolera vagy a himlőjárványok tizedelték a népességet. Azonban a fejlett orvostudomány korában sem múlt el teljesen a kiterjedt járványok lehetősége. A hazai egészségügyi és polgári védelmi szervek dolgoznak a megelőzésen és a járvánnyal fenyegető helyzetek elhárításán.

- Felbukkanó vírusok (Dodging Doomsday,[1]brit ismeretterjesztő film, 50 perc, 1992, írta és rendezte: Bettina Lerner, narrátor: Claire Walmsley (Vadász ágnes)) Egyre több új halálos vírus üti fel fejét világszerte: Junin, Orapuche, Hantan, Rift Valley, AIDS, Marburg, Ebola. Mi lenne, ha a pusztító betegségek legveszélyesebb tulajdonságai jelennek meg egyetlen vírus törzsben?

- A történelem fordulópontjai (Turning Points of History, kanadai ismeretterjesztő filmsorozat, 46 perc, 1997–2008) 5. A nagy pestisjárvány (címváltozat: A történelem fordulópontjai – A fekete halál) – Az 1347-es pestisjárvány története.

- Az ebola háború (The Ebola wars??, kanadai ismeretterjesztő film, 53 perc, 1998?)

- Pestis és malária (Plague, amerikai? ismeretterjesztő film) A malária és a pestis az emberiség történelmében milliók halálát okozta. A régóta ismertek mellett új kórokozók fenyegetnek világjárvánnyal.

- Quantum: A spanyolnátha nyomában[2] (ausztrál ismeretterjesztő filmsorozat, 26 perc, 2000?)

- Az ebola rejtélye (2000??) Az ebolához hasonló betegségek a jövőben olyan súlyos világjárványokat okozhatnak, mint a középkori pestisjárványok. Legalábbis erre mutatnak a XX. század utolsó negyedében az ebola, a lassa, a machupo, a porogia és a puumala váratlan megjelenése és ijesztően gyors terjedése.

- TBC: az időzített bomba (TBC Time Bomb, 2000??) A világ több térségében ütötte fel a fejét olyan tuberkulózis, amelynek bacilusa ellenálló az eddig alkalmazott antibiotikumoknak. A rezisztens kórokozók megjelenése az antibiotikumok felelőtlen alkalmazása nyomán alakultak ki. Egyre több olyan betegségre kell felkészülni, amelyekkel szemben ugyanolyan kiszolgáltatott lesz az emberiség, mint a penicillin feltalálása előtt.

- A himlő átka (The smallpox curse, amerikai ismeretterjesztő film, 2001, narrátor: Russ Harris) A történelem folyamán a himlő mindig hatalmas pusztítást végzett. Ókori források több mint 3000 évvel ezelőtt már beszámoltak róla. Az ENSZ törekvéseinek köszönhetően 1980-ra sikerült a vírust kipusztítani a földről, és már csak biztonsági laboratóriumokban létezik lefagyasztva. Azonban a hírek szerint Észak-Korea biológiai fegyverként akarja felhasználni.

- Halottak titkai (Riddles of the Dead, amerikai ismeretterjesztő filmsorozat, 2003–2005, rendezte: Steven Hoggard)

1. Járványok nyomában
11. A pestis túlélői (Plague Hunters)
- Yersin és a pestis (Yersin et la peste??, francia portréfilm, 53 perc, 2005??) Alexandre Yersin (1863–1943) svájci francia bakteriológus azonosította, fedezte fel a pestis bacilusát, de a hírnév elől elmenekült és Vietnámban telepedett le.

- Mutáns vírusok (Mutants, 2005?) A hepatitisz C, a dengue-láz, az AIDS, az ebola, a hanta és a nipah vírusos megbetegedések. Vírus okozta az 1918-1919-ben pusztító spanyolnátha járványt is. Máig nem teljesen tisztázott, hogyan okozhatta 50 millió ember halálát.

- Baktériumok – a túlélés mesterei (Super Germs, dokumentumfilm, 2005?) A baktériumok már több mint 3.5 milliárd éve élnek a Földön. Legrégibb, megkövesedett maradványaikat ausztrál kőzetekben találták meg. A Föld legmostohább körülményei között is megtelepedtek.

- Háborúk, járványok, technikák[3] (Guns, Germs and Steel, amerikai dokumentumfilm sorozat, 2005, 165, perc)

1. Kiűzetve a paradicsomból
- A pestisjárvány (The Plague, amerikai dokumentumfilm, 90 perc, 2005, rendezte: Robert H. Gardner) 1347-ben érkezett Európába a történelem legsúlyosabb járványa, amelynek három éves tombolása során a kontinens lakosságának fele meghalt.

- Pestis (2005?) (A Parányi gyilkosok egyik epizódja??)[4]

- Parányi gyilkosok[5] (Microkillers, négy részes amerikai dokumentumfilm, 4x44 perc, 2005–2006, rendezte: Kurt Sayenga)

1. Veszedelmes influenza (Superflu) – Az influenza és a SARS
2. Ebola (Ebola)
3. A fehér halál (White Death) – A tuberkulózis
4. Malária?? (Malaria) – A Nyugat-nílusi vírus és a malária
(azonos a Gyilkosaink: a vírusok című sorozattal??)
- Madárinfluenza: az időzített bomba (Flu Time Bomb, amerikai ismeretterjesztő film, 45 perc, 2006, rendezte: Beth Murphy) A kutatók összevetették az 1918-as spanyolnátha járvány és a H5N1 vírus, a madárinfluenza kórokozójának genetikai kódját és meglepő felfedezésre jutottak.

- Biológiai fegyverek (The Living Weapon, 12 év, amerikai dokumentumfilm, 54 perc, 2006) Az Egyesült Államok biológiai fegyver programja Roosevelt elnök alatt, 1942-ben kezdődött. A titkos program évtizedekig folytatódott.

- Bioterrorizmus (Bioterror Alert, dokumentumfilm, 52 perc 2006?) 2001. szeptember 11-e óta világszerte megnövekedett a bioterrorizmus veszélye. A szakértők a biológiai támadások elhárításának lehetséges módjait kutatják.

- Járványriadó (Outbreak Investigation, hat részes angol dokumentumfilm sorozat, 2006)

1. A titokzatos stockholmi járvány (Return of the Speckled) 1963. április 6-án egy tengerész egy halálos kórt, fekete himlőt hurcolt be Stockholmba.
2. A sorozatgyilkos baktérium (The Bacterial Serial Killer) Egy skóciai kisvárosban 1996-ban százakat betegített meg egy hentesüzletből származó kólibacilussal fertőzött hús. A fertőzésnek halálos áldozatai és súlyos szövődményei voltak.
3. Halál a 911-es szobában (The Killer in Room 911) 2003 márciusában a hongkongi Metropole Hotel 911-es szoba lakóján különös tünetek jelentkeztek, de eleinte csupán atipusos tüdőgyulladást diagnosztizáltak.
4. Bolíviai vérzéses láz (Curse of the Black Typhus) A bolíviai San Joaquinben 1963-ban vérzéses láz ütötte fel a fejét. Három fiatal amerikai tudós vette fel a küzdelmet a betegséggel, a tífusszal.
5. A philadelphiai rejtély (The Philadelphia Mystery) Nem sokkal a Függetlenségi Nyilatkozat kétszázadik évfordulójának ünnepe után az amerikai légiósok között különös, halálos betegség terjedt. A később róluk Legionáriusbetegségnek illetve a legionelleának nevezett baktériumtörzset rendkívül nehéz volt azonosítani.
6. Gyilkos sertések (Killer Pigs) A Malajziában 1999-ben kitört járványt az orvosok eleinte a szúnyogok által terjesztett japán agyhártyagyulladásnak hitték. Amerikai kutatók mutatták ki, hogy a gyógymód azért maradt hatástalan, mert ezt a járványt egy új halálos vírus, a Nipah vírus okozta, amely feltehetően házisertésekről került át az emberi közösségekbe.
- Gyilkosaink: a vírusok (Micro Killers, 12 év, négy részes amerikai ismeretterjesztő filmsorozat, 2007) A gyors és tömeges távolsági közlekedés, légiforgalom miatt a modern korban a vírusok hetek alatt világjárványt okozhatnak. Vajon a tudósok képesek elhárítani az ebben rejlő veszélyeket?  (azonos a Parányi gyilkosokkal??)

- Fertőzz meg! (Bite Me With Dr. Mike Leahy, 12 év, kilenc[6] részes amerikai dokumentumfilm sorozat, 2009) A virológus Dr. Mike Leahy sorozatában a világ legveszélyesebb kórokozóit, élősködőit veszi sorra. 1. Brazília (Brazil), 2. Vietnám (Vietnam), 3. India (India), 4. Borneó (Borneo)

- Vírusok vízum nélkül (Help, I Caught it Abroad, 12 év, angol dokumentumfilm, 2009) Peter Chiodini professzor trópusi betegségekre szakosodott londoni klinikájára sokan külföldi nyaralásuk alatt összeszedett betegségük miatt kerültek.

- A H1N1 járvány (H1N1 our Viruseses, dokumentumfilm sorozat, 2009, DIGI Life) Az influenza H1N1 típusának legújabb variánsa[7] megjelenését követően, 1999-ben ijesztően gyorsan elterjedt. A világjárványnak több mint tizennyolcezer halálos áldozata volt.

- Vírusvadászok (Virus Hunters, 12 év, amerikai ismeretterjesztő film, 2009??, Nat Geo) A legújabb világjárványok nyomán a kutatók megelőző jelleggel próbálják felmérni, milyen további veszélyes vírusok gazdái azok az állatok, főként denevérfélék, amelyek a korábbi járványok során állatokról emberekre átterjedő vírusok eredtek. Egyes tudósok véleménye szerint a Covid-19 még súlyosabb világjárványok lehetőségére hívja fel a figyelmet.

- Phil Spencer – Történelmi otthonok (dokumentumfilm sorozat 2. rész) Az 1640-es edinburgh-i pestisjárvány említése.

- Élet az emberben: vírusok, paraziták, mikrobák (You, Planet, ismeretterjesztő film, 2012, Spektrum televízió) Az emberi szervezetben előforduló kórokozók és működésük a korszerű képalkotó eszközök és animáció segítségével bemutatva.

- Egy pestis túlélői (How to Survive a Plague, amerikai dokumentumfilm, 2012, rendezte: David France) 1987-ben az Egyesült Államokban már hat éve azonosították az AIDS-et, amikor a főként HIV pozitív aktivisták megalapítják az ACT UP mozgalmat, amivel azután sikeresen hívják fel az ország figyelmét a járványra.

- A világot megváltoztató időjárás (Weather That Changed the World, 8 részes amerikai dokumentumfilm sorozat, 2013) 7. Eltűnt a nap című epizód: A Krakatau 536-os kitörése éhínséget, majd azt követő pestisjárványt okozott.

- Lángoló vér (Fire in the Blood, indiai? dokumentumfilm, 2013, narrátor: William Hurt) Benne az afrikai AIDS járvány és multinacionális gyógyszergyárakat védő szabadalmi törvények kedvezőtlen hatásai. A WHO adatai szerint évente 18 millió ember hal meg világszerte amiatt, hogy nem képesek előteremteni a gyógyszerekre a pénzt.

- A Lyme-kór (The Lyme Disease, a Silent Epidemic; francia-svéd dokumentumfilm, 52 perc, 2014, rendezte: Chantal Perrin, DIGI Life) A főleg kullancsok által terjesztett Lyme-kór szinte észrevétlen megbetegedést okoz. Hosszútávú szövődményei teszik különösen veszélyessé. Sokáig nem hogy gyógymódot nem találtak rá, de még azonosítani sem tudták a betegséget.

- A csirkefalatok titkai (The Secrets of Chicken Nuggets, francia dokumentumfilm, 2014, DIGI Life csatorna) Az állattenyésztésben rutinszerűen használják az antibiotikumokat. Kevesen törődnek vele, hogy ezzel egyre több antibiotikumoknak ellenálló baktérium jelenik meg és terjedhet át az emberekre. A film a csirketenyésztésre koncentrálva mutatja be az aggasztó gyakorlatot és az antibiotikum rezisztencia veszélyes következményeit.

- Villanások (Bursts, 12 év, ? részes magyar ismeretterjesztő filmsorozat, 2014) 4. Barabási Albert László világhírű hálózatkutató Villanások című könyve. A különféle betegségek terjedésének hálózatos modelljei. A 2014-es Ebola járvány. Influenza, H1N1, SARS.

- Ebola (Ebola Exposed; címváltozat: Ebola: The Facts, ismeretterjesztő film, 2014) A világ legveszedelmesebb fertőző betegsége az Ebola. Víruskutatók fedik fel ennek a vírusnak azokat a jellemzőit, amelyek miatt rendkívüli figyelmet kell fordítani minden esetben amikor valahol a világban felüti a fejét.

- Ebola?? (Ebola: The Search for a Cure (ismeretterjesztő film, 50 perc, 2014, rendezte: Tristan Quinn, Penny Palmer, Chris O'Donnell és Guy Smith) A Horizont (Horizon, 2010-2018) című hét részes brit ismeretterjesztő filmsorozat 5. epizódja.

- Titkos náci akták (Nazi Secret Files, 12 év, hat részes angol ismeretterjesztő műsor, 2015)
  - 4. Gyilkos kórokozók

- A Csendes-óceáni partvidék urai (? részes angol dokumentumfilm, 2015) 1. Érkezés 2. rész – Túlélés

Dr. Jago Cooper régész az amerikai északnyugat rendkívüli kultúráját kutatja. Brit Kolumbiában 1862-ben a hajdák ellen vetették be a fekete himlőt. 1880-ra a hajda népcsoport 80%-a halt meg. Több százezres népességből alig 30 ezer maradt. Az őslakosok szándékosságot sejtenek emögött, vagyis hogy szándékosan terjesztették el a kórt a gyarmati kormány megbízásából. Annyi bizonyos, hogy a gyarmati kormányzat semmit sem tett a járvány megfékezésére. Ezen a területen alakították ki Brit Kolumbiát és Washington államot.
- NASA – Lezáratlan akták (A Travel Channelen. Címváltozat: A NASA X-aktái, NASA's Unexplained Files, ? részes amerikai dokumentumfilm sorozat, 2015) Halálos fegyverek című epizódban a földönkívüli kórokozók lehetősége.

- Vírusvadászok – Megelőzni a járványt (Virus Hunters: Stopping the Next Outbreak, dokumentumfilm, 2016, 56 perc)[8] 2015-ben rejtélyes vírus jelent meg Brazíliában, a Zika. Ebola vírus első ismert megjelenése 1976-ban, a zairei Yambuku faluban történt. Az 1967-ben Marburgban többek halálát okozó Marburg-vírusra hasonlított.

- Ebola?? (Ebola – Das Virus überleben, német dokumentumfilm, 53 perc, 2016)

- Tudd meg! (Know It!, német? dokumentumfilm sorozat 4. rész, Digi World) Az első tíz percben a SARS járvány, illetve különféle állatok (pl. denevérek) ellenőrzése abból a célból, hogy hordoznak-e emberre veszélyes vírusokat.

- A láthatatlan ellenség (The Invisible Enemy, német? dokumentumfilm, DIGI Life) Az ázsiai gyógyszergyárak kezeletlen szennyvizének szerepe az antibiotikum rezisztens baktériumok kialakulásában.

- Az antibiotikumok Achilles-sarka[9] – Mindenki Akadémiája – Pál Csaba előadása, 26 perc, 2016) Az antibiotikum rezisztens baktériumok és a leküzdésük lehetséges módjai.

- A jég fogságában (amerikai ismeretterjesztő film, 20??) Az 1925-ös nyugat-alaszkai Nome városában kezdődő diftériajárvány. Curtis Welch orvos erőfeszítései és a szérumfutás története.

- A baktériumok bosszúja (Die Rache der Bakterien; The Revenge of the Bacteria, osztrák ismeretterjesztő film, 49 perc, 2017, rendezte: Alfred Schwarzenberger) Digi World. A felelőtlen antibiotikum használat következtében egyre több betegségnek jelenik meg gyógyszer rezisztens változata. Fennáll a veszélye hogy néhány évtized múlva éppolyan kiszolgáltatott lesz ezeknek az emberiség, mint volt a középkorban, újkorban az antibiotikumok megjelenéséig.

- A történelmet alakító dátumok (Dates That Made History, tíz részes francia ismeretterjesztő sorozat, 2017) 4. rész A pestis kezdetei (The Beginnings of the Black Death) A sorozat epizódja Patrick Boucheron történész segítségével az első pesisjárványokat és azok következményei tárgyalja a Justinianus császár korában pusztító 542-ös első pestisjárványtól a XIV. századi, legsúlyosabb járványon keresztül a pestis utolsó európai, marseille-i megjelenéséig, 1722-ig.

- Spanyolnátha 50 millió áldozattal (The Flu That Killed 50 Million People, 12 év, angol dokumentumfilm, 60 perc, 2018) Az első világháború 1918 végén fejeződött be. A frontról visszatérő katonák rendkívül veszélyes betegséget vittek haza magukkal halálos világjárványt okozva.

- Gyilkos vírus (A Spanyolnátha 50 millió áldozattal című dokumentumfilmet ezzel a címmel mutatták be a DIGI Life televízión 2020-ban. Ld. fentebb.)

- Halálos hírszerzés (Deadly Intelligence, nyolc? részes angol dokumentumfilm sorozat, 2018, narrátor: Dan Nachtrab, Viasat History) A sorozatban olyan tudósok rejtélyes halálesetei szerepelnek, amelyekben gyaníthatóan különféle titkosszolgálatok is szerepet játszhattak.

1. Bruce Evans A szeptember 11-i terrortámadást követően a lakosságot lépfenével fertőzött levelek tartották izgalomban. Az FBI rövidesen váratlan gyanúsítottal állt elő.
3. Don Wiley – Heinz Krug Don Wiley virológus egy hónappal a szeptember 11-i terrortámadás után egy éjjel egy hídon hagyta bérelt kocsiját és nyomtalanul eltűnt.
- A nagyvárosok rejtelmei (Forbidden Cities, dokumentumfilm sorozat 1. rész, 2018, DIGI World) Benne a londoni kolerajárvány a csatornarendszer kiépítése kapcsán.

- A múmiák titka (címváltozat: Múmiák testközelben,[11] Mummies Unwrapped, I/6. rész – Killing a King, nyolc részes amerikai ismeretterjesztő filmsorozat, 45 perc, 2019). A kutatóknak erős a gyanúja, hogy V. Ramszesz fáraó fekete himlőben halt meg, ezt azonban egyelőre nem sikerül bizonyítani. Ha igaz, akkor ez a fekete himlő első bizonyított esete. Évszázadokkal megelőzve eddigi legkorábbi említését. A fáraó rendelkezései között megtalálják a karantén elrendelésének első ismert írásos emlékét.

- A 20. század ikonikus alakjai (Icons, magyar címváltozat: Ikonok (DIGI World-ön), 3. részes brit dokumentumfilm 3. rész: Scientists (Madame Curie, Einstein, Alain Turing és Tu Youyouról szóló epizód), 60 perc, 2019) Az epizód utolsó negyedében Tu Ju-ju, Nobel-díjas kínai kutatóról szól, aki a malária elleni gyógyszer kifejlesztéséért kapta meg a díjat.

- A Halálzónán túl – Harc az ebolával (Going Viral: Beyond the Hot Zone, 12 év, amerikai dokumentumfilm, 2019, 60 perc) 2014-ben a történelem eddigi legsúlyosabb ebolajárványa több mint 11 ezer ember életét követelte. 2019-ben újabb ebolajárvány tört ki. A film a Halálzóna című nagysikerű sorozat kapcsán járja körül az a témát, vajon eléggé felkészült-e a világ egy súlyos járvány megfékezésére.

- COVID-19: Harc a járvánnyal (dokumentumfilm sorozat, Discovery Channel) A koronavírus járvány miatt a kínai Vuhan városát karanténba zárták. A járvány elleni harc frontvonalán küzdő emberek életének bemutatásán keresztül érthetők meg ennek a küzdelemnek a nehézségei.

- COVID-19 – Veszélyben a világ (COVID-19: Świat w zagrożeniu, 12 év, lengyel dokumentumfilm, 2020, Discovery Channel) A koronavírus járvány súlyosságával 2020 tavaszán kezdett szembesülni a világ. Az egyes országok különböző politikai és társadalmi választ adtak a járványra. Azonos a COVID-19: Harc a járvánnyal című dokumentumfilmmel?

- Van rá magyarázat: A koronavírus (Coronavirus Explained, brit dokumentumfilm, 2020, rendezte: Grace Wan) A számtalan vírus közül miért éppen a COVID okozott világjárványt. Hogyan lesz vége? Meg lehet-e jósolni a következő világjárványt?

- A Koronavírus részletesen – És amit neked kell tenned (The Coronavirus Explained & What You Should Do, 2020)

- Halálos katasztrófák (Deadly Disasters, 15 (10+5) részes brit dokumentumfilm sorozat, 15x50 perc, 2020??)

I/9. rész Pandemics (~Világjárványok) A sorozat epizódjában olyan halálos járványokat vesz sorra, mint a sertésinfluenza vagy az ebola közelmúltbeli kitöréseit olyan változatos helyszíneken, mint Nyugat-Afrika, Hong Kong vagy Németország.
II/3. rész Mosquitoes (~Szúnyogok) A szúnyogok által okozott két halálos betegségek közül legutóbb 2015-2016-ban a Zika-vírus, 2018-ban a malária Thaiföld és Mianmar egyes részein okozott tömeges, járványos megbetegedést.
- Pandémia (Pandemic: How to Prevent an Outbreak, hat részes amerikai dokumentumfilm sorozat, 6x50 perc, 2020) Az orvosok és infektológusok felkészülése egy világjárvány megelőzésére illetve visszaszorítására.

- Áttörés a jövőbe (12 év, amerikai ismeretterjesztő filmsorozat, 2020) Harc a vírussal című epizód. A különkiadásban tudósok, orvosok, közszereplők beszélnek a koronavírus járvánnyal kapcsolatos legfontosabb kérésekről. A vírussal kapcsolatos legújabb kutatási eredményekről, a védekezés formáiról és a járvány megfékezésének esélyeiről.

- Járvány: A nagy pestis (angol dokumentumfilm 1. rész, 2020) Xand van Tulleken orvos, a régész Raksha Dave és John Sergeantz újságíró az 1665-ös nagy angliai pestisjárvány nyomába erednek. A járvány annak idején mintegy 200000 áldozatot szedett Angliában. A csapat a forrásáig kísérli meg visszakövetni a járványt.

- Az ebolától a koronavírusig (12 év, amerikai dokumentumfilm, 2020) 2014-ben az ebola ismételt megjelenése és gyors terjedésé keltett riadalmat világszerte, öt évvel később a koronavírus okozott világjárványt. A két járványos megbetegedés nyilvánvaló különbségei ellenére vannak hasonlóságok is. Így az ebola elleni küzdelem egyes tanulságai hasznosíthatók más járványoknál, így a koronavírus járvánnyal kapcsolatban is.

- Kihalás – A tények (Extinction: The Facts, angol dokumentumfilm, 51 perc, 2020) Sir David Attenborough filmje,  benne az állatok élőhelyének elfoglalásának szerepe az új, embere veszélyes vírusok megjelenésében, embere való átterjedésében. A COVID-19 gazdasági hatásai.

- A jövő szuperemberei (Searching for the Superhuman, 6 év, ausztrál dokumentumfilm, 50 perc) A modern korban a várható életkor jelentősen megnőtt. Ennek egyik fontos összetevője az orvostudomány eredményei a fertőző betegségek megelőzése és gyógyítása terén. Mára azonban megtorpanni sőt visszafordulni látszik a kedvező folyamat. A gyógyszerrezisztens baktériumok megjelenése jelenti az egyik legnagyobb kihívást. Bakteriofág vírusok felhasználása gyógyászati célokra. Az AIDS gyógyítása.

- A világunk: 54 nap – Kína és a járvány (This World: 54 Days: China and the Pandemic, angol dokumentumfilm, 65 perc, 2021) A koronavírus járvány története a kínai járvány első napjaitól a világjárvány kitöréséig.

- 76 nap (76 days, amerikai-kínai dokumentumfilm, 2020) A drámai dokumentumfilm a COVID-19 járvány kiindulópontját, a teljesen lezárt Vuhant mutatja be a járvány első két és fél hónapjában.

- A civilizáció titkai (The Secrets to Civilisation, angol minisorozat, 3. rész Birodalmak és járványok (Empire and Epidemics), 75 perc, 2021, rendezte: Mike Slee)

- A járvány, ami megrázta a világot (Outbreak: The Virus That Shook the World, 12 év, angol dokumentumfilm, 80 perc, 2021) A koronavírus járvány a kínai Vuhanból kiindulva rövid idő alatt elterjedt az egész világon. Fél évvel felfedezése után már 7 millió embert fertőzött meg és 400 ezren haltak meg.

## Lásd még
- Járvány témájú játékfilmek listája